# Vitas Gerulaitis
Vytautas Kevin Gerulaitis (Brooklyn, New York, 1954. július 26. – Southampton, Long Island, 1994. szeptember 18.) litván származású amerikai hivatásos teniszező. Legnagyobb sikere az 1977-es Australian Open megnyerése. Ezenkívül még két Grand Slam-döntőt játszott. Gerulaitis közeli barátságot ápolt Björn Borggal, sokak szerint ezért nem tudott nagyobb sikereket elérni. 16 egymás elleni meccsükből 16-ot nyert meg Borg.
Halálát szén-monoxid-mérgezés okozta: egy barátjánál vendégeskedett, amikor a fűtőberendezés elromlott és a szagtalan, mérgező gáz az alvó Gerulaitis szobájába szivárgott.

## Grand Slam-döntői

### Egyéni

#### Győzelmei (1)
| Év   | Helyszín              | Ellenfél a döntőben | Eredmény a döntőben     |
| 1977 | Australian Open (Dec) | John Lloyd          | 6–3, 7–6, 5–7, 3–6, 6–2 |

### Elvesztett döntői (2)
| Év   | Helyszín      | Ellenfél a döntőben | Eredmény a döntőben |
| 1979 | US Open       | John McEnroe        | 5–7, 3–6, 3–6       |
| 1980 | Roland Garros | Björn Borg          | 4–6, 1–6, 2–6       |

### Páros

#### Győzelmei (1)
| Év   | Helyszín  | Partner     | Ellenfél a döntőben          | Eredmény a döntőben |
| 1975 | Wimbledon | Sandy Mayer | Colin Dowdeswell Allan Stone | 7–5, 8–6, 6–4       |